# Атлантски белобоки делфин
Атлантски белобоки делфин (лат. Lagenorhynchus acutus, енгл. Atlantic white-sided dolphin, рус. Атлантический белобокий дельфин) је врста сисара из породице океанских делфина (Delphinidae) и парвореда китова зубана (Odontoceti).

## Угроженост
Ова врста није угрожена, и наведена је као последња брига јер има широко распрострањење.

## Распрострањење
Ареал врсте Lagenorhynchus acutus обухвата морско подручје већег броја држава у северном Атлантику.
Врста је присутна у Белгији, Гренланду, Данској, Ирској, Исланду, Канади, Норвешкој, Русији, Сједињеним Америчким Државама, Уједињеном Краљевству, Француској, Холандији и Шведској.
Врста је повремено присутна, или је миграторна врста у Гибралтару, Португалу и Шпанији.

## Станиште
Станиште врсте су морски екосистеми, углавном уз обале континената.